# Dolman
Dolman (in älterer Schreibung selten auch Dollmann oder Dollman) ist die Bezeichnung für eine Männerjacke der ungarischen Nationaltracht, für einen türkischen Überwurf und eine Ärmelform.

## Ungarische Nationaltracht und Husarenuniform

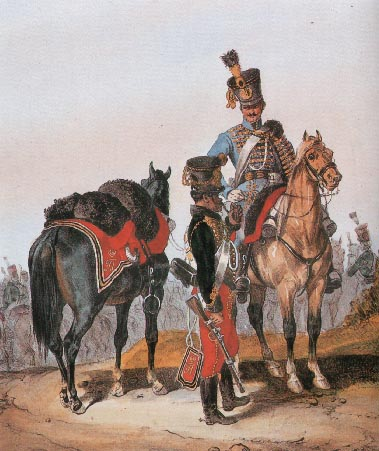
Zwei ungarische Husaren des österreichisch-ungarischen Heeres um 1835: rechts im Dolman mit übergehängtem, links mit übergezogenem Mente (Lithographie von Heinrich Ambros Eckert und Dietrich Monten)

Der Dolman war ursprünglich die Bezeichnung für einen ungarischen Männerrock. Später nannte man so die an Brust und Ärmeln mit Schnüren und „ungarischen Knoten“ besetzte, eng anliegende Uniformjacke der Husaren. Mitte des 18. Jahrhunderts war der Dolman noch etwas länger geschnitten und ragte unter der darüber getragenen, aus farbigen Knotenschüren gefertigte Husarenschärpe hervor. Seit den Napoleonischen Kriegen bildete die Schärpe den optischen Abschluss des inzwischen, auf die Maße eines Spenzers, modisch verkürzten Dolmans. Der Dolman fand auch in anderen Waffengattungen Verbreitung, bevorzugt bei den sogenannten leichten Truppen. So trugen den Dolman in der Armee Napoleons I. etwa die Artillerie zu Pferde und die Jäger zu Pferde, aber auch – eher untypisch – die Marineinfanterie der Kaisergarde. Vorschrift für französische Infanterieoffiziere war von 1883 bis 1893, für Genieoffiziere von 1880 bis 1905, ein dunkelblauer (tatsächlich aber schwarzer) Dolman, mit sieben Brustschnüren; der lose Schnitt entsprach indes einer Attila. Beim King’s Troop, Royal Horse Artillery ist der knapp geschnitte Dolman noch heute Teil der Paradeuniform.
Um die Mitte des 19. Jahrhunderts kam der elegante, jedoch unpraktische Dolman in den meisten Streitkräften aus der Mode. Ihn ersetzte meist, so 1849 in Österreich und 1853 in Preußen, die längere, über die Hüfte reichende (auch Husarka genannte) Attila. Die Attila war in ihrem weiteren waffenrockartigen Schnitt etwas bequemer und in der Ausschmückung schlichter. Während der kurze Dolman mit bis zu 18 Brustschnüren besetzt sein konnte, zierten die Brust der Attila in der Regel nur noch fünf Schnurreihen (in Frankreich aber neun). Außerhalb des deutschsprachigen Raums setzte sich die Bezeichnung Attila für den verschnürten Waffenrock allerdings kaum durch, sondern es wurde meist die Bezeichnung Dolman beibehalten.
Von ähnlicher Machart, doch mit langen Schößen, war die Pekesche, die sich seit 1830, im Zuge der „Polenschwärmerei“, zu einem Teil der studentischen Kleidung (Wichs) entwickelte.
Eine militärhistorische Besonderheit ist der Dolman M. 1906, der in der Infanterie der k.u. Landwehr den Attila M. 1876 ersetzte: War die sog. „Skelett-“Attila M. 1876 noch mit fünf Reihen roter Brustschnüre verziert, entfielen diese bei dem neu eingeführten, bequem geschnittenen Dolman. Stattdessen zierten zwei Reihen glatte Metallknöpfe die Brust (jeweils sieben bei Mannschaften, acht bei Fähnrichen und Offizieren). Die Schnurverzierung blieb allein im Kragennacken und an den Ärmelaufschlägen erhalten, wo sie jeweils ein dreiblättriges Kleeblatt bildete (die Schnur weichselrot für Mannschaften und Fähnriche, gold für Offiziere). Bei Stabsoffizieren trat 1888 eine nach oben reichende Goldborte mit schmaler Schnurverzierung an die Stelle des Kleeblatts. In Schnitt und Ausschmückung stellte der Dolman M. 1906 somit einen Zwitter zwischen Attila und Waffenrock dar.
Bei kalter Witterung wurde über dem Dolman eine mit Pelz verbrämte bzw. gefütterte Jacke getragen. In ihrem Aussehen dem Dolman ähnelnd, wurde sie im Sommer über die linke Schulter gehängt. Diese Pelzjacke bezeichnete man in Frankreich als Pelisse, in Deutschland als Pelz, in Österreich-Ungarn als Mente, nach Einführung der Attila, aber als Pelzattila. Mit Einführung der Attila kam die Pelzjacke tw. außer Gebrauch. In Preußen behielten den Pelz nur noch die Gardehusaren und die Chefs der Linienregimenter bei. Später wurde einigen preußischen bzw. deutschen Husarenregimentern der Pelz wieder erlaubt, die übrigen legten als Kälteschutz den schlichten Reitermantel (ohne Schnurbesatz) an.

## Türkische Tracht

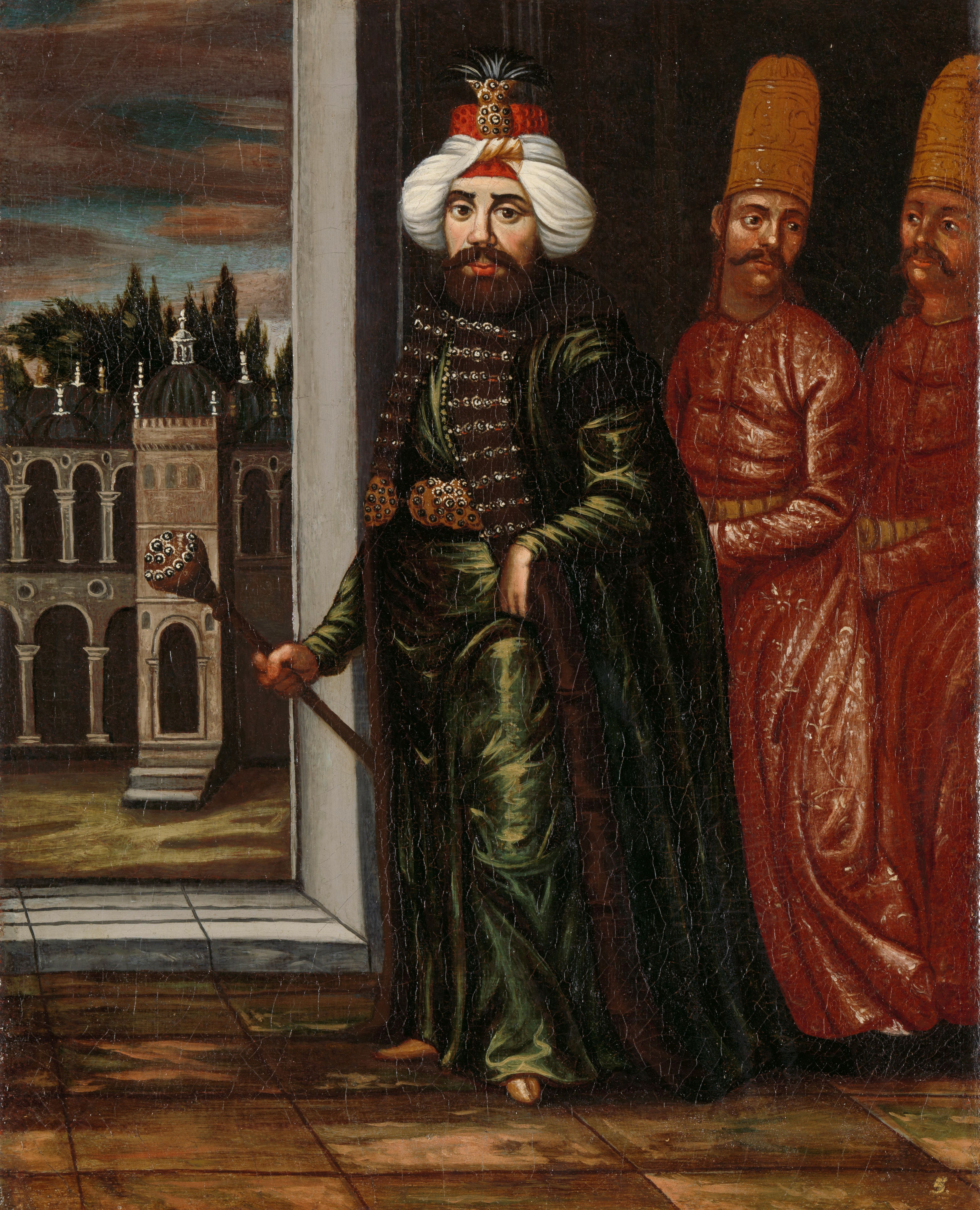
Sultan Ahmed III. und zwei Männer mit Dolman

In der Türkei bezeichnete man einen mit Gürtel oder Hüftschärpe getragenen Überwurf als Dolman. Auch wird bereits im 19. Jahrhundert der Begriff Dolman in der Mode für weite, überwurfartig getragene Kleidungsstücke verwendet.

## Ärmelform
Unter Dolman-Ärmel versteht man eine Kombination aus Raglanärmel und Kimono, einen breiten, in das Vorderteil eingeschobenen Ärmel, der oben kugelig, unten aber oval oder eckig geschnitten ist. Häufig werden zur Betonung der Form die Nähte zusätzlich abgesteppt. Durch eine leichte Drehung unterhalb der Schulter erhält der Ärmel eine originelle Form.